# Peter Schumann
Peter Schumann (Lüben (Silezië), 11 juni 1934) is een Duits-Amerikaans poppenspeler, theaterregisseur en beeldhouwer. In 1963 zette hij het Bread and Puppet Theater op in Vermont.

## Levensloop

### Jeugd
Schumann groeide op als tweede van vijf kinderen; zijn vader was leraar. Hij groeide op in het dorp Brockau, enkele kilometers ten zuiden van Breslau, het tegenwoordige Wrocław in Polen.
Aan het begin van 1945 vluchtte hij met zijn gezin in een overvolle trein naar Sleeswijk-Holstein, waar het onderdak kreeg op een boerderij. Later trok het gezin door naar Hannover. Na zijn abitur in 1953 ging hij naar de kunstvakschool (Kunstgewerbeschule) in Hannover en vervolgens in 1955 naar de Hogeschool voor Beeldende Kunsten in Berlijn. Onwillig en niet in staat deel te nemen aan de lezingen, stopte hij echter snel met deze studie.

### Artistiek vallen en opstaan
Hierna ging hij naar München waar hij zijn latere Amerikaanse echtgenote Elka Leigh Scott leerde kennen. In deze tijd stond hij vooral onder Oost-Aziatische en expressionistische invloed van de kunstenaarsbeweging Die Brücke. Met de kunstenaar Dieter Starosky richtte hij in 1959 de Gruppe für Neuen Tanz op, die brak met de traditie van klassieke dans en ballet.
In 1961 emigreerde hij met zijn vrouw en zijn tweejarige dochter Tamara naar de Verenigde Staten.
Schumann vond daar met zijn achtergrond in dans en beeldhouwkunst geen werk. Zijn vrouw lukte het wel een baan te krijgen als lerares Russisch aan een school in Putney in de staat Vermont, een taal die ze machtig was omdat ze als dochter van een Amerikaanse communist haar jeugd in Rusland had doorgebracht.
In 1961 voerde Schumann voor het eerst een theatervoorstelling op met een groep vrienden. Het stuk heette de Dodendans en voerden ze op in de Judson Memorial Church in Manhattan.
Van 1962 tot 1963 richtte hij met kinderen van de school in Putney een poppentheater op dat in verschillende plaatsen in de staten Vermont en Massachusetts optrad. Aan de school waar zijn vrouw werkte, gaf hij les in poppentheater. Basiskennis hiervoor had hij opgedaan toen hij in zijn kindertijd in Silezië poppen in elkaar knutselde.

### New York

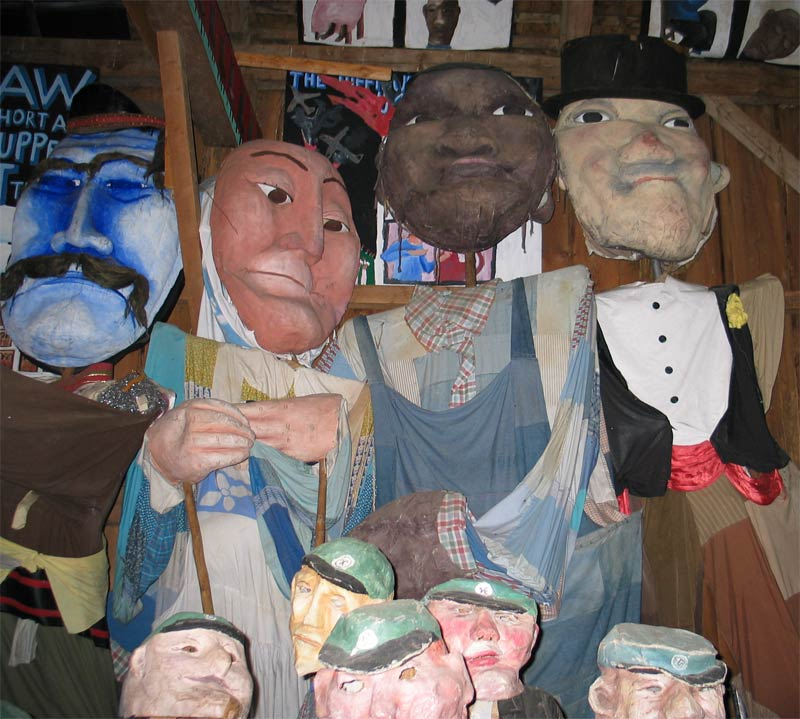
Bread and Puppet Museum

Vanaf 1963 reed hij alleen met een poppentheater in zijn aanhanger door het land en gaf hij voorstellingen in parken en aan de kant van de straat. Nog hetzelfde jaar ging hij naar New York. Hier huurde hij met twee andere kunstenaars een zolderwoning in de Delaney Street die ze als studio en voor hun opvoeringen gebruikten. Hetzelfde jaar richtte hij ook het Bread and Puppet Theater op en begon hij met de oprichting van een poppentheater-museum in de Delaney Street.
Verder deed in hij 1963 mee aan de vredesbeweging tegen de Vietnamoorlog, met een demonstratie voor de Saint Patrick's Cathedral. Uit protest tegen de zegening van de bemanning van een B52-bommenwerper door de kardinaal trok het theater onder het motto Napalm Jesus Baby naar de kerk op. Bij de actie werden de maskers van een eerdere kerstopvoering op lange stokken gezet en omhoog gehouden.

### Ontdekking
In 1967 werd de theatergroep door een Franse talentvorser ontdekt tijdens de opvoering van het stuk Fire. Hij nodigde ze uit voor Festival 1968 in Nancy, waar hun opvoering grote weerklank vond. Er volgden optredens in Europese grote steden, waaronder Parijs, Londen en Berlijn. In 1969 volgde een tournee van negen maanden door Europa die Schumann van al zijn financiële problemen bevrijdde.
In 1970 kreeg hij de uitnodiging van het Goddard College in Plainfield (Vermont), zich te vestigen in een nabij gelegen boerderij. De enige voorwaarde was dat hun studenten en docenten bij zijn productie betrokken zouden worden. Schumann nam het aanbod aan en trok met zijn vrouw en vijf kinderen naar de boerderij in Glover (Vermont), ongeveer op 40 km ten zuiden van de grens met Canada. Ook zijn poppenmuseum heeft hij hier in 1998 naartoe overgebracht.

### Erkenning
In 1978 won Schumann met zijn Bread and Puppet Theater de prestigieuze Erasmusprijs, samen met La Marionettistica van de Italiaanse Napoli-broers,  Tragédie de Papier van de Fransman Yves Joly en Ţăndărică van de Roemeense Margareta Niculescu. Schumann trad dit jaar net als de andere drie prijswinnaars op tijdens het Holland Festival.
|  |  |  |